# Мумме
Мумме (нем. Braunschweiger Mumme) — тёмное немецкое пиво (эль), которое производится в Брауншвейге на севере Германии с конца Средневековья.
После почти 200-летнего перерыва брауншвейгская пивоваренная традиция была восстановлена осенью 2008 года. Современный мумме производится компанией H.Nettelbeck KG под маркой Segelschiff Mumme Bier. Под названием Braunschweiger Mumme компания также продаёт ликёр, безалкогольный солодовый напиток, пищевые добавки, кондитерские изделия, конфеты и многое другое.
Пивные напитки под названием Mumme (англ. mum), вдохновлённые брауншейгским оригиналом, также производились (и продолжают выпускаться) в Висмаре и ряде других городов (как в Германии, так и за её пределами).

## Литература

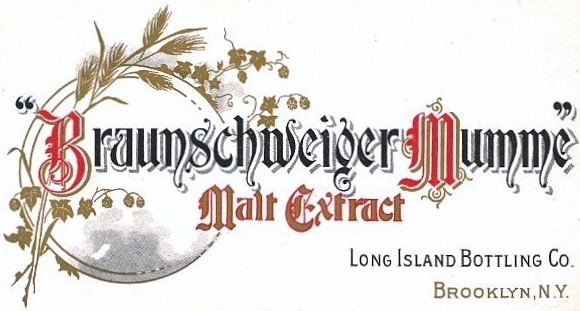
Реклама солодового напитка Braunschweiger Mumme, разлитого в Бруклине, США, 1900 г.

## История и характеристики
История этого пива восходит к концу Средневековья. Первые письменные источники, упоминающие о производстве брауншвейгского мумме, датируются 1390 и 1425 гг. Согласно одной из легенд, пиво было названо в честь пивовара Кристиана Мумме, который основал пивоварню в Брауншвейге в 1463 году. Несмотря на отсутствие документов, подтверждающих существование такого пивовара, брауншвейгцы показывали туристам «дом пивовара Мумме» вплоть до его разрушения во время Второй мировой войны. Также рассказывают о молодом человеке, который злоупотреблял пивом, что привело к его смерти и превращению его трупа в мумию (лат. mumia), откуда якобы и произошло название продукта.
Из-за длительного срока хранения и приятной сладости мумме быстро стал одним из самых важных экспортных продуктов Брауншвейга. Популярность мумме больно ударила по пивоварам вольного ганзейского города Бремена, что вылилось в тарифную войну между городами. В 1608 году бременские пивовары сетовали, что экспорт их продукции во Фризию упал на 90 % из-за того, что мумме отныне потребляли «даже на свадьбах и крестинах». Сладость напитка сделала его популярным у женщин, и леди Монтегю ещё в 1716 году расхваливала его вкусовые качества.
Благодаря высокому содержанию спирта и сахара мумме оставался годным к употреблению после длительного периода времени и входил в немногочисленную категорию напитков, способных выдерживать длительные морские перевозки в колонии. Чтобы продлить срок хранения напитка, содержание алкоголя дополнительно удваивали. Пивовары из Брауншвейга экспортировали пиво в Данию, Великобританию, Нидерланды, Швецию, страны Балтии, а также в Индию и страны Карибского бассейна. Тогда, так же как и сейчас, мальтоза являлась неотъемлемой частью рецепта, что делало пиво долговечным, но в то же время чрезвычайно сладким, липким и густым.
Постепенно экспорт Mumme стал падать из-за возросшей конкуренции. В середине XVII века рецепт Mumme попадает в руки английского генерала Монка. Вскоре лондонские пивовары начинают продавать аналоги Mumme под английскими торговыми марками. Около 1670 года в Англии был установлен запрет на импорт подлинного брауншвейгского напитка (правда, сохранялся он недолго). Пивная продукция других немецких городов также составляла конкуренцию (благодаря улучшению методов хранения пива и повышению его вкусовых качеств). В результате брауншвейгское пиво утратило свои позиции на рынке.
Производство брауншвейгского пива марки Mumme прекратилось на рубеже XVIII и XIX веков. Под той же маркой тогда начали выпускать безалкогольный солодовый напиток, производство которого продолжается до сих пор (хотя и в ограниченном масштабе). В конце XIX века в Брауншвейге оставалось только два пивоваренных завода, производящих безалкогольный напиток Mumme, против десяти, которые варили стандартный светлый лагер. Однако производство пива мумме в Висмаре продолжалось, так как оно было востребовано в странах балтийского региона.
После почти 200-летнего перерыва, осенью 2008 года, компания Н.Nettelbeck KG восстанавливает в Брауншвейге производство пива Braunschweiger Mumme. Современный Braunschweiger Mumme — это тёмно-коричневое пиво, приготовленное из примерно одной трети пшеничного и двух третей ячменного солода, с содержанием спирта 5,2 % об.